# 坎普布蘭奇鎮區 (密蘇里州卡斯縣)
坎普布蘭奇鎮區（英語：Camp Branch Township）是位於美國密蘇里州卡斯縣的一個行政鎮區。

## 地方資料
坎普布蘭奇鎮區的面積為138.02平方千米，當中陸地面積為136.86平方千米，而水域面積為1.16平方千米。根據2020年美國人口普查的數據，當地共有人口2282人，而人口密度為每平方千米16.53人。